# Fântâna Babii
Fântâna Babii – wieś w Rumunii, w okręgu Marusza, w gminie Pogăceaua. W 2011 roku pozostawała niezamieszkana.